# Plebiscito sobre la Federación de Repúblicas Árabes en Libia de 1971
Un plebiscito sobre la Federación de Repúblicas Árabes fue realizado en Libia bajo la dictadura militar de Muammar Al Gaddafi el 1 de septiembre de 1971, junto a plebiscitos simultáneos en Egipto y Siria. Fue aprobado con el 94,6% de los votantes, con una participación de 98,1%

## Resultados
| Propuesta (alternativa) | Votos   | %     |
| ----------------------- | ------- | ----- |
| Voto «A favor»          | 477.490 | 98,6% |
| Voto «En contra»        | 6.741   | 1,4%  |
| Total votos emitidos    | 484.231 | 100%  |